# Gioia nera
Gioia nera è il quinto e ultimo album in studio dei Prozac+, pubblicato il 28 maggio 2004.

## L'album
L'uscita dell'album viene anticipata dal singolo Luca (che parla di un ragazzo alcolista con tendenze suicide); successivamente il 15 ottobre 2004 verrà estratto il singolo Sono un'immondizia.
Il gruppo, accantonato ormai il progetto dell'espansione sul mercato internazionale (se si esclude un discreto successo dal pubblico spagnolo), decide di rinforzare la qualità dei testi e variare la struttura melodica, lasciando ampio respiro ad un'onda elettronica dark stile anni '80, rinforzata da giri di basso scuri e tenebrosi e melodie dissonanti tra di loro.
Il successo non paga questa variazione stilistica ma, nella sperimentazione di qualcosa di nuovo, vediamo già un gruppo proiettato verso una maturazione e un cambiamento rispetto ai precedenti lavori.

## Tracce
1. Occhi a spillo – 3:54
2. Se non ci fosse più – 4:15
3. Più niente – 4:05
4. Gioia nera – 3:46
5. Dove sei – 4:00
6. Luca – 3:52
7. Sono un'immondizia – 3:16
8. Una farfalla nera in sogno – 3:52
9. Questa sono io – 3:40
10. Acustica stonata – 2:43
11. Sono un'immondizia II – 4:11
12. Mi mandi fuori – 4:05
13. Fai da te – 2:02

## Formazione
- Eva Poles - voce, chitarra
- Gian Maria Accusani - chitarra, voce in Più niente, Sono un'immondizia e Sono un'immondizia II
- Elisabetta Imelio - basso, voce
- Paolo Parigi - batteria

## Singoli
Dall'album sono stati estratti i singoli Luca e Sono un'immondizia.